# Darcy França Denófrio
Darcy França Denófrio (Jataí, 21 de julho de 1936) é uma poetisa, ensaísta, crítica literária e educadora brasileira.

## Biografia
Nasceu na Fazenda Nova Aurora, Jataí (GO), a 21 de julho de 1936. Estudou, como aluna interna, do Colégio Nossa Senhora do Bom Conselho, Jataí (GO), dirigido por irmãs agostinianas. Depois de casada, fixou residência na capital do seu Estado, Goiânia. Graduou-se e bacharelou-se no curso de Letras Modernas Inglês-Português e fez mestrado em Teoria da Literatura, ambos na UFG. Conquistou seu título de mestre com estudo sobre a obra literária do atual Príncipe da Poesia Goiana, Gilberto Mendonça Teles. Exerceu o magistério em colégios goianos (1961-1976). Tem seus estudos voltados fundamentalmente para a literatura de seu estado, Goiás. Dedicou trinta anos de sua vida ao magistério, destacando-se como professora de Teoria Literária nos cursos de graduação e pós-graduação na Faculdade de Letras da Universidade Federal de Goiás. Na qualidade de professora, Darcy se empenhou na experimentação de métodos de ensino. Como autora didática, levou ao prelo 'Composição Programada' (3 Volumes), obra hoje rara e esgotada.
No que se relaciona à crítica literária, Darcy vem-se voltando sobretudo ao estudo da literatura goiana e a sua valorização no meio acadêmico. Devendo-se a ela a implantação do 'Seminário de Literatura Goiana, que ocorria anualmente na Universidade Federal de Goiás. Entre 1987 e 1989, coordenou os 'Cadernos de Letras/UFG', neles sustentando a série 'Literatura Goiana'. Produziu ensaios crítico-literários importantes de figuras de proa do primeiro escalão literário, tais como Leo Lynce (precursor do movimento modernista no Estado de Goiás, com o livro de versos 'Ontem' - 1928), Gilberto Mendonça Teles, Fernando Py, Miguel Jorge, Afonso Felix de Souza, Brasigóis Felício, Yêda Schmaltz, Lygia de Moura Rassi, Carlos Fernando Magalhães, Leodegária de Jesus e Cora Coralina, sendo que dessa última foram duas obras, 'Cora Coralina'-Melhores Poemas (Global Editora, São Paulo, 2004) e 'Cora Coralina: celebração da volta' (Cânone Editorial, Goiânia, 2006, que organizou a quatro mãos, em conjunto com a professora Goiandira Ortiz de Camargo). Quanto a Cora Coralina -Melhores Poemas, os próprios descendentes da poetisa goiana não poupam palavras de apreço e consideram-na a melhor e mais completa biografia de 'Aninha', como era popularmente chamada. Mais: em 2010, logrou, por iniciativa sua, a inclusão de poemas de Cora Coralina na conceituada revista acadêmica 'Sirena' (2010:1), periódico do Dickinson College/The Johns Hopkins University Press; tendo elaborado, para a ocasião, o ensaio 'Cora Coralina: who are you?', que foi traduzido para o inglês pelo professor Alexis Levitin.
Mas Darcy F. Denófrio, não obstante a sua atração pelo que se refere à tradição literária de Goiás, alçou e alça seu próprio vôo lírico, autora que é de uma produção poética de feição belíssima.
Os poemas de Darcy F. Denófrio têm atraído a atenção de estudiosos e integrado antologias nacionais e estrangeiras. Só para exemplificar, em 2006, poemas de Darcy foram incluídos numa seleção da mencionada revista acadêmica 'Sirena' (2006:1), órgão do Dickinson College/The Jonh Hopkins university Press, número dedicado ao grande poeta escocês Pearse Hutchinson (cotado então ao Prêmio Nobel de literatura), uma rara e inusitada glória para a literatura de aquém Paranaíba; por três vezes teve poemas traduzidos, lidos e distribuídos em brochuras na Middle Tennessee State University, isto é, no Tenth, Eleventh e Fifteenth Annual Women´s International Poetry Reading; e mais recentemente, no que se relaciona agora às antologias nacionais, integra o 'Roteiro da Poesia Brasileira: Anos 80', seleção e prefácio do crítico literário, ensaísta, jornalista e poeta Ricardo Vieira Lima, Global Editora, São Paulo, 2010.
Darcy França Denófrio está situada pela crítica entre os melhores nomes da poesia brasileira atual, recebendo diversos prêmios e condecorações importantes em escala nacional, tanto por seu trabalho como escritora, quanto como personalidade cultural que se tornou.

## Obras

### Obra crítica
- Cora Coralina: celebração da volta

Organização em parceria com Goiandira Ortiz de Camargo. Goiânia: Cânone Editorial, 2006.
- Da Aurora de vidro ao sol noturno: estudo sobre a poesia de Fernando Py

Goiânia: Cânone Editorial, 2005.
- O redemoinho do lírico: estudos sobre a poesia de Gilberto Mendonça Teles

Prêmio Geraldo de Menezes de Ensaio, História e Crítica literária - 2007, da UBE - RJ. Petrópolis - RJ: Vozes, 2005.
- Cora Coralina (Coleção Melhores poemas)

Coordenação, apresentação crítica e biografia. São Paulo: Global, 2004.
- Lavra dos Goiases III - Leodegária de Jesus

Medalha Leodegária de Jesus, 2001, da UBE- RJ e Prêmio Colemar Natal e Silva de Crítica Literária, 2003, da Academia Goiana de Letras. Goiânia: Cânone Editorial, 2001.
- Lavra dos Goiases II - Afonso Félix de Sousa

Goiânia, Cânone Editorial, 2000.
- Léo Lynce: poesia quase completa

Coordenação editorial, prefácio e notas críticas. Goiânia: Editora da UFG, 1997.
- Lavra dos Goiases: Gilberto e Miguel

Prêmio Bolsa de Publicações Cora Coralina, 1996, da Fundação Cultural Pedro Ludovico Goiânia: Fundação Cultural Pedro Ludovico, 1997.
- Hidrografia Lírica de Goiás I

Medalha Conceição Fagundes - 1996, e Prêmio Alejandro José Cabassa 1997 – Hors Concours de Ensaio Crítico-Literário, ambos da UBE, Rio de Janeiro. Goiânia: Editora da UFG, 1996.
- Antologia do conto goiano I - dos anos dez aos sessenta

Organização em parceria com Vera M. Tietzmann Silva. Goiânia: Editora da UFG, 1992.
- A obra poética de Afonso Félix de Sousa: dois estudos

Goiânia: Cegraf / UFG, 1991.
- Literatura contemporânea: o regresso às origens

Porto Alegre: Acadêmica, 1987.
- O poema do poema em Gilberto Mendonça Teles

Rio de Janeiro: Presença, 1984. 

### Obra poética
- 50 Poemas escolhidos pelo autor

Rio de Janeiro: Edições Galo Branco, Volume 58, 2011.
- Poemas de dor & ternura

Goiânia: Cânone Editorial, 2008.
- Ínvio lado

Prêmio Jorge de Lima, 2000, da Academia Carioca de Letras, Rio de Janeiro. Goiânia, Editora da UFG, 2000. (Coleção Vertentes).
- Amaro mar

Prêmio Literário Nacional do Instituto Nacional do Livro - 1987 e Prêmio Especial para Autor Goiano, na I Bienal de Poesia Itanhangá. Belo Horizonte: Itatiaia, 1988.
- O risco das palavras

Finalista da I Bienal Nestlé de Literatura Brasileira, 1982, inédito.
- Voo cego

Prêmio Estadual Cora Coralina, 1981, da União Brasileira de Escritores, Goiás. Goiânia: Editora da UFG, 1980.

### Obra didática
- Composição programada (volumes 1, 2 e 3)

São Paulo: Editora do Brasil, 1970.
Entre suas obras destacam-se:
- Da aurora de vidro ao sol noturno: estudo sobre a poesia de Fernando Py. Goiânia: Cânone Editorial, 2005.
- Cora Coralina - (Coleção Melhores Poemas), São Paulo: Global, 2004.
- O Redemoinho do Lírico/Estudos sobre a poesia de Gilberto Mendonça Teles, Petrópolis, Editora Vozes, 2005.
- Cora Coralina: celebração da volta. Goiânia: Cânone Editorial, 2006.
- Lavra dos Goiases: Gilberto e Miguel. Goiânia: Fundação Cultural Pedro Ludovico, 1997.
- Lavra dos Goiases: Leodegária de Jesus. Goiânia: Cânone Editorial, 2001. Prêmio Colemar Natal e Silva de Crítica Literária, 2003, da Academia Goiana de Letras. Medalha Leodegária de Jesus, 2001, da UBE-RJ.
- Lavra dos Goiases: Afonso Félix de Sousa. Goiânia: Cânone Editorial, 2000.
- Léo Lynce: poesia quase completa. Goiânia: Editora da UFG, 1997.
- Antologia do Conto Goiano I. Goiânia: Editora da UFG, 1992.
- Hidrografia Lírica de Goiás I. Goiânia: Editora da UFG, 1996.
- Amaro Mar (poesia). Belo Horizonte: Itatiaia, 1988 (poesia). Prêmio literário nacional/1987.
- Vôo Cego (poesia). Goiânia: Editora da UFG, 1980 (poesia).
- Ínvio Lado (poesia). Goiânia: Editora da UFG, 2000.
- O risco das palavras (poesia). Prêmio Nestlé de Literatura Brasileira. (inédito).
- Poemas de dor & ternura (poesia). Goiânia: Cânone editorial, 2008.

Comparece em obras de apreciação crítica, enciclopédia e dicionários, tais  como:
 
Figurões, de Ada Curado. Goiânia: Gráfica de O Popular, 1985.
Análises e conclusões (v. 2), de Nelly Alves de Almeida. Goiânia: Editora São Paulo, 1988.
Dimensões da literatura goiana, de José Fernandes. Goiânia: Cerne, 1992.
Ensaístas brasileiras, de Heloísa Buarque de Hollanda e Lúcia Nascimento Araújo. Rio de Janeiro: Rocco, 1993.
A crítica e o princípio do prazer, de Gilberto Mendonça Teles. Goiânia: Editora da UFG, 1995.
Escritores de Goiás, de Mário Ribeiro Martins. Rio de Janeiro: Master, 1996.
O espaço da crítica: panorama atual, de Moema de Castro e Silva Olival. Goiânia: Editora da UFG, 1998.
Dicionário de mulheres, de Hilda Agnes Hübner Flores. Porto Alegre: Nova Dimensão, 1999.
Dicionário do escritor goiano, de José Mendonça Teles. Goiânia: Kelps, 2000.
Autorretratos de escritores goianos, de Giovanni Ricciardi. Goiânia: IGL; Agepel, 2001.
Dicionário crítico de escritoras brasileiras: 1711-2001, de Nelly Novaes Coelho. São Paulo: Escrituras Editora, 2002.
Enciclopédia brasileira de literatura, de Afrânio Coutinho e José Galante de Sousa. Coord. Graça Coutinho e Rita Moutinho.
São Paulo: Global; Fundação Biblioteca Nacional/DNL e Academia Brasileira de Letras, 2002.
Escritores goianos (1985-2005), de Fernando Py. Goiânia: Kelps, 2007.
Vozes em dissonância: mulheres, memória e nação, de Kátia da Costa Bezerra (Universidade do Arizona). Florianópolis: Editora Mulheres, 2007. 
Biografia e criação literária: entrevista com escritores de Goiás, de Giovanni Ricciardi. Goiânia, Kelps, 2009.